# G.O.R.A.
Pour plus de détails, voir Fiche technique et Distribution.
G.O.R.A. est un film de comédie turc réalisé par Ömer Faruk Sorak, sorti en 2004.

## Synopsis
Arif est un personnage à multiples facettes. Il est vendeur de tapis en Cappadoce, guide touristique quand il le faut, et à l'occasion, vendeur de photos d'Ovni qu'il bricole lui-même...
Un jour, les photos truquées deviennent réalité : Arif est enlevé par des extraterrestres. Il se trouve alors embarqué dans un vaisseau spatial en compagnie d'autres hommes venus de 12 pays différents. Ils se dirigent tous vers une planète dénommée G.O.R.A...

## Fiche technique
- Titre : G.O.R.A.
- Réalisation : Ömer Faruk Sorak
- Scénario : Cem Yılmaz
- Production : Necati Akpınar et Nuri Sevin
- Sociétés de production : Beşiktaş Kültür Merkezi et Böcek Film
- Budget : 5 millions de dollars (3,67 millions d'euros)
- Musique : Ozan Çolakoğlu
- Photographie : Veli Kuzlu
- Montage : Mustafa Preşeva et Çağrı Türkkan
- Direction artistique : Bahattin Demirkol
- Costumes : Canan Göknil
- Pays d'origine : Turquie
- Format : Couleurs - 1,85:1 - Dolby Digital - 35 mm
- Genre : Aventure, comédie et science-fiction
- Durée : 123 minutes
- Dates de sortie : 12 novembre 2004 (Turquie), 17 novembre 2004 (France), 18 novembre 2004 (Suisse romande)

## Distribution
- Cem Yılmaz : Arif / le commandant Logar / Erşan Kuneri / le commandant Kubar
- Rasim Öztekin : Bob Marley Faruk
- Özkan Uğur : Garavel
- İdil Fırat : Mulu
- Şafak Sezer : Kuna
- Özge Özberk : la princesse Ceku
- Erdal Tosun : Rendroy
- Ozan Güven : 216-Robot
- Cezmi Baskın : Amir Tocha
- Coşkun Göğen : Cungo
- Tuğçe Taşkıran : Sevim

## Autour du film
- Le tournage s'est déroulé à Antalya.
- La chanson Al 1 De Burdan Yak est interprétée par Sagopa Kajmer.
- Le scénariste Cem Yılmaz apparaît dans quatre rôles différents.
- Quand Arif joue aux échecs en prison, les différentes pièces du jeu représentent Picard, Riker, Data, Worf et le docteur Crusher, des personnages de la série télévisée Star Trek : La Nouvelle Génération (1987).
- Au moment de sa sortie, G.O.R.A. était le film turc ayant eu les plus gros décors et le plus important budget[1].
- À la suite de problèmes budgétaires, la production s'étala de 2001 à 2004.
- G.O.R.A. n'est pas le premier film de science-fiction turc à parodier l'univers de Star Wars, puisque après la sortie du deuxième opus de la saga, Turkish Star Wars (1982) reprenait illégalement de nombreuses scènes des deux films pour mieux les tourner en dérision.
- Quantité de références aux bloc-busters y font l'objet de parodies, de Karaté Kid (The Karate Kid) (scène de la peinture) à Matrix, en passant par James Bond, Kin-dza-dza!, Blade Runner, Dune, Tigre et Dragon et Le Maître d'armes pour n'en citer que quelques-uns.